# Glyphoglossus
Glyphoglossus ist eine Froschgattung aus der Familie der Engmaulfrösche. Sie wurde 2015 mit der Gattung Caluella zusammengelegt. Alle Arten der Gattung sind in Südostasien verbreitet.

## Beschreibung
Die Arten der Gattung Glyphoglossus erreichen eine Kopf-Rumpf-Länge von 25 Millimetern (Weibchen von Glyphoglossus minutus) bis 73 Millimetern (Weibchen von Glyphoglossus brooksii).
Die Pupillen stehen vertikal. Die Zunge ist oval, ganzrandig und hinten frei abhebbar. Die Gaumenzähne sind in zwei Querreihen angeordnet. Vor dem Schlund befinden sich zwei quer gestellte Hautfalten. Das Trommelfell ist unsichtbar. Die Finger sind frei. Die Zehen sind durch Schwimmhäute verbunden. Die Finger- und Zehenspitzen sind nicht verbreitert und besitzen einfache knöcherne Endphalangen. Die Praecoracoide sind schwach und unvollständig verknöchert. Sie liegen den kräftigen Coracoiden auf. Das Omosternum fehlt. Das Sternum ist eine kleine Knorpelplatte. Die Querfortsätze des Sakralwirbels sind mäßig stark verbreitert.

## Vorkommen
Die Gattung kommt in Südostasien vor. Die Hälfte der Arten ist in den verschiedenen Landesteilen Borneos beheimatet. Glyphoglossus yunnanensis lebt in Südchina und im nördlichen Vietnam, Glyphoglossus volzi auf Sumatra und der Malaiischen Halbinsel, Glyphoglossus minutus ist nur von der Typuslokalität im malaysischen Bundesstaat Pahang bekannt. Glyphoglossus guttatus, früher die Typusart der Gattung Caluella, ist im südlichen Myanmar, in Thailand und im mittleren Vietnam in Höhen zwischen 400 und 1000 Metern über dem Meeresspiegel verbreitet.

## Lebensweise
Die Glyphoglossus-Arten sind Bodenbewohner in den tropischen Regenwäldern Südostasiens und graben sich oft in den weichen Erdboden oder sind unter Wurzeln, Laubstreu und Steinen schwer zu entdecken.

## Systematik
Die Gattung Glyphoglossus wurde von Albert Günther in dem 1869 erschienenen Jahresband der Proceedings of the Zoological Society of London für 1868 beschrieben. Als Typusart der Gattung lag dem Erstbeschreiber ein Exemplar von Glyphoglossus molossus aus Myanmar vor. Glyphoglossus molossus blieb bis 2015 die einzige Art der damit  monotypischen Gattung Glyphoglossus.

### Zusammenlegung mit der GattungCaluella
1872 wurde von Ferdinand Stoliczka die Gattung Calluella beschrieben. Stoliczka stellte damit die schon 1856 von Blyth beschriebene Megalophrys guttulata in eine neue, zu diesem Zeitpunkt monotypische Gattung. Die Typusart Calluella guttulata und auch die von George Albert Boulenger 1919 beschriebene Art Calluella yunnanensis kamen zwar häufig vor, die anderen Arten sind jedoch selten und kaum in Sammlungen vertreten. Das führte zu mehreren Synonymen. So wurde Calluella brooksii im Jahr 1904 von Boulenger als Colpoglossus brooksii erstbeschrieben und erst 1934 von Parker zu Calluella gestellt.  1905 beschrieb van Kampen Calluella volzi in der Gattung Dyscophina, diese Art wurde ebenfalls 1934 von Parker neu zugeordnet. Barbour und Noble errichteten 1916 die neue Gattung Calliglutus für ihre neu beschriebene Art Calliglutus smithi, diese wurde  jedoch als Calluella smithi 1966 in die Gattung Calluella transferiert.
Die Gattung Calluella wurde zuerst zusammen mit der Gattung Dyscophus aus Madagaskar in die Unterfamilie Dyscophinae innerhalb der Engmaulfrösche gestellt, 2005 wurde eine eigene Unterfamilie, die Calluellinae, für sie errichtet, aber schon 2006 wurde die Gattung in der Revision durch Frost et al. aus jeglicher Unterfamilie ausgegliedert und vorläufig keiner anderen Unterfamilie unterstellt. Aber schon im selben Jahr reifte die Erkenntnis, dass Caluella am ehesten in die Unterfamilie Microhylinae passen würde. Weitere molekulargenetische Untersuchungen bekräftigten diese Stellung und zeigten eine nahe Verwandtschaft mit Glyphoglossus molossus und der Gattung Microhyla auf. Schließlich stellte sich bei molekularbiologischen Studien im Jahr 2015 heraus, dass sich Glyphoglossus molossus genetisch stets mitten in die Verwandtschaft der Gattung Calluella einordnen ließ, und zwar in die Nachbarschaft von Calluella guttulata und Calluella yunnanensis. Die Gattung Calluella musste dadurch als paraphyletisch angesehen und mit Glyphoglossus zusammengelegt werden. Der ältere Gattungsname Glyphoglossus wurde nach der Prioritätsregel auf die acht bis 2015 bekannten Calluella-Arten übertragen.

### Arten
Die Gattung Calluella umfasste bei der Zusammenlegung mit Glyphoglossus im Jahr 2015 acht Arten. Zusammen mit der Typusart Glyphoglossus molossus ergaben sich insgesamt neun Arten, nach der Entdeckung von Glyphoglossus huadianensis im Jahr 2021 sind es insgesamt zehn Arten.
Stand: 13. Januar 2022
- Glyphoglossus brooksii (Boulenger, 1904)
- Glyphoglossus capsus (Das et al., 2014)[2]
- Glyphoglossus flavus (Kiew, 1984)
- Glyphoglossus guttulatus (Blyth, 1856)
- Glyphoglossus huadianensis Zhang, Liu, Zhang, Hui, Xiao & Rao, 2021[10]
- Glyphoglossus minutus (Das, Yaakob & Lim, 2004)
- Glyphoglossus molossus Günther, 1869
- Glyphoglossus smithi (Barbour and Noble, 1916)
- Glyphoglossus volzi (Van Kampen, 1905)
- Glyphoglossus yunnanensis (Boulenger, 1919)

Im April 2014 wurde eine weitere Art, Calluella capsa, aus dem malaysischen Bundesstaat Sarawak auf Borneo beschrieben, die nun unter dem Namen Glyphoglossus capsus geführt wird.